# My Aim Is True
My Aim is True è il primo album in studio del cantautore inglese Elvis Costello, pubblicato a luglio 1977 nel Regno Unito e nel marzo 1978 negli Stati Uniti.

## Antefatto
Elvis Costello, sotto il suo vero nome Declan MacManus, nel 1970 cominciò ad esibirsi nei locali e nei pub di Liverpool e Londra. Nel corso degli anni produsse alcuni nastri demo, ma ebbe scarso successo nell'ottenere un contratto discografico. Egli raccontò in seguito a Melody Maker come all'epoca "non avesse abbastanza soldi per fare qualcosa con una band". Secondo lo scrittore Graeme Thomson, il DJ britannico Charlie Gillett suonò alcune canzoni contenute nei nastri, incluse le future tracce di My Aim Is True Blame It On Cain e Mystery Dance, nel corso del suo show radiofonico nell'estate del 1976. Il passaggio in radio generò interesse da parte di alcune etichette discografiche, sebbene egli fosse già stato rifiutato da Island Records, Virgin Records e CBS Records. Alla fine Costello firmò per la londinese Stiff Records nell'agosto 1976. Egli fu il primo artista messo sotto contratto dalla Stiff.

## Storia
Pubblicato nel 1977 in piena epoca punk rock e new wave, Costello si sganciò presto da questi generi. Questo suo primo disco, prodotto da Nick Lowe, con una copertina in cui posava in modo da ricordare Buddy Holly, contiene i brani pubblicati anche come singolo, Alison e Less than Zero.
L'album è stato registrato presso i Pathway Studios di Holloway (nel borgo londinese di Islington) in circa 24 ore. Si tratta del primo di cinque dischi di Costello prodotti da Nick Lowe. Il gruppo di accompagnamento che ha suonato con Costello nel disco, chiamato Clover, non è accreditato nella versione originale dell'album a causa di disguidi contrattuali.
Sono uscite versioni rimasterizzate in CD nel 1997, nel 2001 e nel 2007, tutte con bonus track aggiuntive.

## Accoglienza
La rivista Rolling Stone l'ha inserito al 168º posto della sua lista dei 500 migliori album.
Nel 2007 l'album è stato inserito nella Grammy Hall of Fame.

## Tracce
Testi e musiche di Elvis Costello.
1. Welcome to the Working Week – 1:22
2. Miracle Man – 3:31
3. No Dancing – 2:39
4. Blame It on Cain – 2:49
5. Alison – 2:54
6. Sneaky Feelings – 2:09
7. (The Angels Wanna Wear My) Red Shoes – 2:47
8. Less Than Zero – 3:15
9. Mystery Dance – 1:38
10. Pay It Back – 2:33
11. I'm Not Angry – 2:57
12. Waiting for the End of the World – 3:22

## Formazione
- Elvis Costello - voce, chitarra, piano, bacchette
- Nick Lowe - cori, piano, bacchette, basso
- John McFee - chitarra, pedal steel guitar, cori
- Sean Hopper - piano, organo, cori
- Stan Shaw - organo
- Johnny Ciambotti - basso, cori
- Mickey Shine - batteria
- Andrew Bodnar - basso
- Steve Goulding - batteria
- Steve Nieve - organo, piano

## Classifiche
- Official Albums Chart (Regno Unito) - #14[10]
- Billboard 200 (Stati Uniti) - #32[11]

## Certificazioni
- RIAA (Stati Uniti) - disco di platino (oltre 1 000 000 copie vendute)[12]
- British Phonographic Industry (Regno Unito) - disco d'argento (oltre 60 000 copie)[13]
- Music Canada (Canada) - disco d'oro (oltre 50 000 copie vendute)[14]